# Bartolomeu Contarini
Bartolomeu Contarini foi Duque de Atenas. Esteve à frente dos destinos do ducado de 1451 até 1454. Seguiu-se-lhe o filho Francesco I Contarini.